# Championnat des Pays-Bas féminin de handball
Le championnat des Pays-Bas féminin de handball (Nederlandse Handbal Eredivisie Dames  en néerlandais ou AFAB Eredivisie selon son sponsor) est le plus haut niveau de compétition de clubs de handball féminin aux Pays-Bas. 
Swift Roermond est le club le plus titré avec 19 titres, dont le dernier remonte à 1998.

## Palmarès saison régulière
- 1954 UDI 1896 Arnhem
- 1955 Hellas La Haye
- 1956 Niloc Amsterdam
- 1957 Hellas La Haye
- 1958 Niloc Amsterdam
- 1959 Zeeburg
- 1960 Zeeburg
- 1961 WLC Eindhoven
- 1962 Niloc Amsterdam
- 1963 Swift Roermond
- 1964 Swift Roermond
- 1965 Swift Roermond
- 1966 Swift Roermond
- 1967 Swift Roermond
- 1968 Niloc Amsterdam
- 1969 Swift Roermond
- 1970 Swift Roermond
- 1971 Niloc Amsterdam
- 1972 Niloc Amsterdam
- 1973 Swift Roermond
- 1974 Swift Roermond
- 1975 Swift Roermond
- 1976 Hellas La Haye
- 1977 Hellas La Haye
- 1978 Hellas La Haye
- 1979 Swift Roermond
- 1980 Hellas La Haye
- 1981 Hellas La Haye
- 1982 Swift Roermond
- 1983 Niloc Amsterdam
- 1984 Niloc Amsterdam
- 1985 Ookmeer Amsterdam
- 1986 Ookmeer Amsterdam
- 1987 V&L Geleen
- 1988 Westfriesland SEW
- 1989 Westfriesland SEW
- 1990 V&L Geleen
- 1991 HV Aalsmeer
- 1992 Swift Roermond
- 1993 Swift Roermond
- 1994 Swift Roermond
- 1995 Swift Roermond
- 1996 Swift Roermond
- 1997 Swift Roermond
- 1998 Swift Roermond
- 1999 Westfriesland SEW
- 2000 VOC Amsterdam
- 2001 Westfriesland SEW
- 2002 Hellas La Haye
- 2003 Westfriesland SEW
- 2004 Westfriesland SEW
- 2005 Hellas La Haye
- 2006 Van der Voort Quintus
- 2007 Van der Voort Quintus
- 2008 VOC Amsterdam
- 2009 VOC Amsterdam
- 2010 VOC Amsterdam
- 2011 SV Dalfsen
- 2012 SV Dalfsen
- 2013 SV Dalfsen
- 2014 SV Dalfsen
- 2015 SV Dalfsen
- 2016 SV Dalfsen
- 2017 VOC Amsterdam
- 2018 VOC Amsterdam
- 2019 VOC Amsterdam
- 2020 annulé (Covid-19)
- 2021 HV Quintus
- 2022 HandbaL Venlo
- 2023 VOC Amsterdam
- 2024 HandbaL Venlo

## Bilan
| Rang | Club              | Titres gagnés | Titres gagnés | Titres gagnés |
| Rang | Club              | Nombre        | Premier       | Dernier       |
| ---- | ----------------- | ------------- | ------------- | ------------- |
| 1    | HV Swift Roermond | 19            | 1963          | 1998          |
| 2    | Hellas La Haye    | 10            | 1955          | 2005          |
| 3    | VOC Amsterdam     | 8             | 2000          | 2023          |
| 4    | Niloc Amsterdam   | 7             | 1956          | 1984          |
| 5    | Westfriesland SEW | 6             | 1988          | 2004          |
| 7    | HandbaL Venlo     | 2             | 2022          | 2024          |

## Classement EHF
Le coefficient EHF pour la saison 2020/2021 est :
| Rang | Évolution     | Rang 2019/20 | Championnat         | Coefficient |
| ---- | ------------- | ------------ | ------------------- | ----------- |
| 1    | en stagnation | (1)          | Nemzeti Bajnokság I | 162,50      |
| 2    | Entré         | (3)          | Super League        | 119,00      |
| 3    | Remplacé      | (2)          | Liga Naţională      | 106,67      |
| 4    | en stagnation | (4)          | Damehåndboldligaen  | 105,17      |
| 5    | en stagnation | (5)          | LFH                 | 95,00       |
| 6    | en stagnation | (6)          | Eliteserien         | 89,67       |
| 7    | en stagnation | (7)          | Bundesliga          | 68,83       |
| ...  |               |              |                     |             |
| 22   | Remplacé      | (16)         | AFAB Eredivisie     | 7,67        |

Évolution
| Année | 2007-2008 | 2008-2009 | 2009-2010 | 2010-2011 | 2011-2012 | 2012-2013 | 2013-2014 | 2014-2015 | 2015-2016 | 2016-2017 | 2017-2018 | 2018-2019 | 2019-2020 | 2020-2021 |
| Rang  | 23        | 24        | 24        | 22        | 19        | 17        | 16        | 18        | 19        | 19        | 17        | 17        | 16        | 22        |

Source : « cms.eurohandball.com », Fédération européenne de handball

## Sources
- Holland Women's Division 1 - Eredivisie : presentation and medal winners sur www.the-sports.org